# Giancarlo Maroni

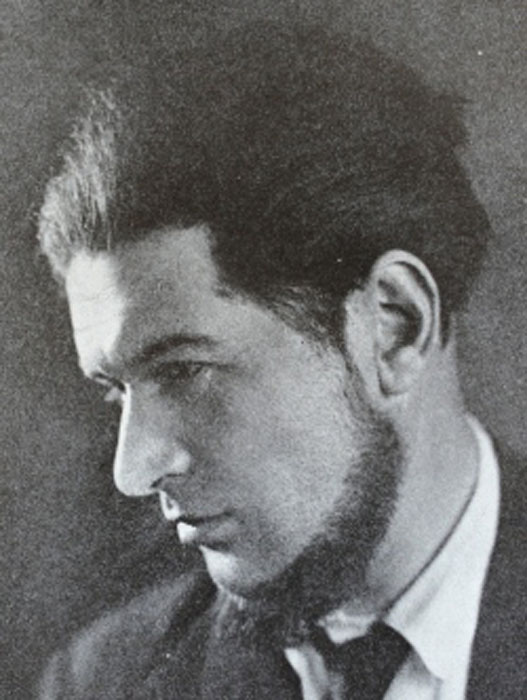
Giancarlo Maroni

Giancarlo Maroni, getauft als Giovanni Maroni (* 5. August 1893 in Arco; † 2. Januar 1952 in Gardone Riviera) war ein italienischer Architekt. Er hatte großen Anteil am Wiederaufbau und der Neugestaltung Riva del Gardas nach dem Ersten Weltkrieg. Der Vittoriale degli italiani in Gardone Riviera, ehemaliger Wohnsitz des Dichters Gabriele D’Annunzio (1863–1938), entstand unter seiner Leitung.
Im Jahr 1993 widmete ihm das Museo Storico Rivas eine Ausstellung mit dem Titel L’architetto del lago. Giancarlo Maroni e il Garda („Der Architekt des Sees. Giancarlo Maroni und der Gardasee“).

## Leben
Maroni studierte von 1910 bis 1915 an der Scuola Speciale di Architettura dell’Accademia di Belle Arti di Brera in Mailand. Zu seinen Lehrern gehörten unter anderem der Architekt Gaetano Moretti und der Maler Alcide Davide Campestrini.
Im Mai 1915 meldete sich der österreichische Staatsbürger und Irredentist Maroni, wie seine beiden Brüder Italo und Ruggero, freiwillig zur italienischen Gebirgsjägertruppe, den Alpini. Nach einer schweren Verwundung auf dem Monte Pasubio mit der silbernen Tapferkeitsmedaille ausgezeichnet, wurde er nach seiner Genesung bis zum Ende des Krieges weit hinter der Front eingesetzt.
1919 ging Maroni nach Riva del Garda, nur wenige Kilometer von seinem Geburtsort Arco entfernt. Zusammen mit seinem Bruder, dem Ingenieur Ruggero Maroni, übernahm er dort öffentliche und private Aufträge zur Beseitigung von Kriegsschäden. Bis 1924 waren beide bei der Commissione Edilizia del Comune di Riva, der Baubehörde, tätig und von 1920 bis 1924 war Giancarlo Maroni gemeinsam mit Luigi Pizzini Mitglied  der für den Bebauungsplan und die Stadtentwicklung zuständigen Commissione per il Piano Regolatore.
1921 beauftragte ihn Gabriele D’Annunzio mit dem Umbau der ehemaligen Villa des Kunsthistorikers Henry Thode in Cargnacco, einem Ortsteil Gardone Rivieras. Damit begann eine intensive Zusammenarbeit, die bis zum Tod des Dichters im Jahr 1938 andauerte und aus der heraus das Vittoriale degli italiani entstand. Maroni übernahm dabei neben der Rolle des Architekten immer mehr auch die eines Sekretärs und Verwalters. In dieser Zeitspanne unternahm er Reisen nach Florenz, Bologna, Venedig und Pompeji, um Objekte für die Ausstattung des Vittoriale zu beschaffen und um Studien für dessen weiteren Ausbau zu betreiben.
Er stand dabei in engem Kontakt mit Künstlern und Kunsthandwerkern wie Guido Cadorin, Pietro Marussig, Renato Brozzi, Giacinto Bardetti, Napoleone Martinuzzi und Pietro Chiesa.
Nach dem Tod D’Annunzios war Maroni als Mitglied des Consiglio della Fondazione del Vittoriale und als Konservator weiterhin für den Vittoriale tätig.
Er lebte bis zu seinem Tode 1952 im Vittoriale und wurde in einem der Bögen des Mausoleums im Vittoriale bestattet.

## Wirkungsstätten

### Riva del Garda
Nach Kriegsende übernahm Maroni zunächst Aufgaben im Bereich des Wiederaufbaus. Dazu gehörten sowohl öffentliche Einrichtungen wie der Palazzo dei Provveditori, die Canonica Arcipretale, die Kapelle San Rocco und die Piazzetta San Rocco, als auch private Gebäude wie die Casa Bettinazzi, Zaniboni, Armani und Marzani-Parteli.
Später befasste er sich als Mitglied der Commissione per il Piano Regolatore im historischen Teil der Stadt mit der Verbreiterung vorhandener und der Schaffung neuer Straßen und Gassen. Gleichzeitig plante er die Erweiterung der Stadt entlang des Seeufers nach Osten, mit dem Ziel, den mediterranen Charakter besonders hervorzuheben: Beispiele sind der Spiaggia degli Olivi, der Campo Sportive, die Giardina di infanzia und der Wiederaufbau des Hotels Sole d’Oro.

### Gardone Riviera

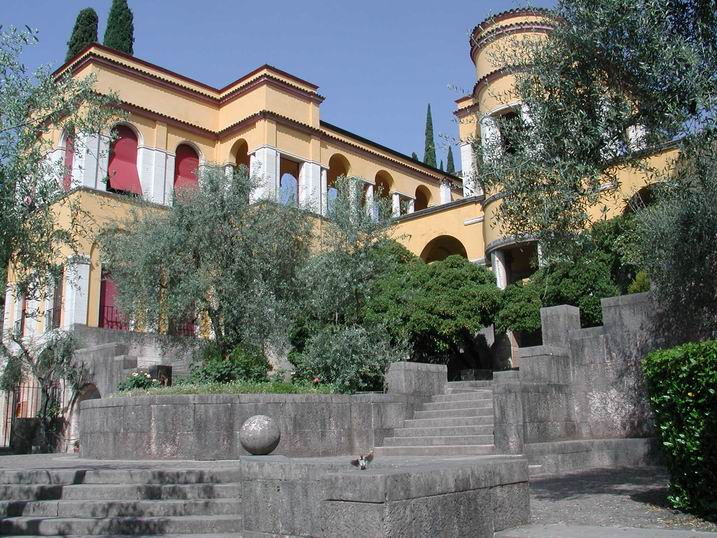
Il Vittoriale degli italiani.

Schwerpunkt des Wirkens Maronis ist der heute neun Hektar umfassende Vittoriale degli italiani, der im Wesentlichen zwischen 1921 und 1938 unter seiner Leitung entstand und bereits 1925 zum Nationaldenkmal erklärt wurde. Dazu gehört unter anderem der Um- und Ausbau einer Villa zur heutigen Prioria, Gestaltung der Parks, Gärten und Plätze sowie die Integration des Kreuzers Puglia und des Torpedoboots MAS. Von 1931 bis 1938 entstanden die Pläne für das Freilichttheater La Parlaggio, das 1953 fertiggestellt wurde.
1933 übernahm er Arbeiten außerhalb des Vittoriale, um „die Residenz des Dichters mit seiner Umgebung in Einklang zu bringen“, so zum Beispiel die Umgestaltung der Piazza dei caduti („Platz der Gefallenen“).
Ein Jahr nach dem Tod D’Annunzios entwarf Maroni 1939 ein Mausoleum, das 1955 auf einer Anhöhe des Vittoriale errichtet wurde.

### Pescara
Nachdem die 1926 von Antonino Liberi (1855–1933) begonnene Restauration des Geburtshauses Gabriele D’Annunzios in Pescara, das 1927 zum Nationaldenkmal erklärt wurde, ins Stocken geriet, wurde Maroni mit der Weiterführung des Projekts beauftragt. Die Arbeiten wurden 1934 wieder aufgenommen und Anfang 1938 zum Abschluss gebracht. Während des Zweiten Weltkriegs wurde es stark beschädigt, ist aber nach erneuten Renovierungsarbeiten seit 1949 wieder für Besucher geöffnet.

## Bilder

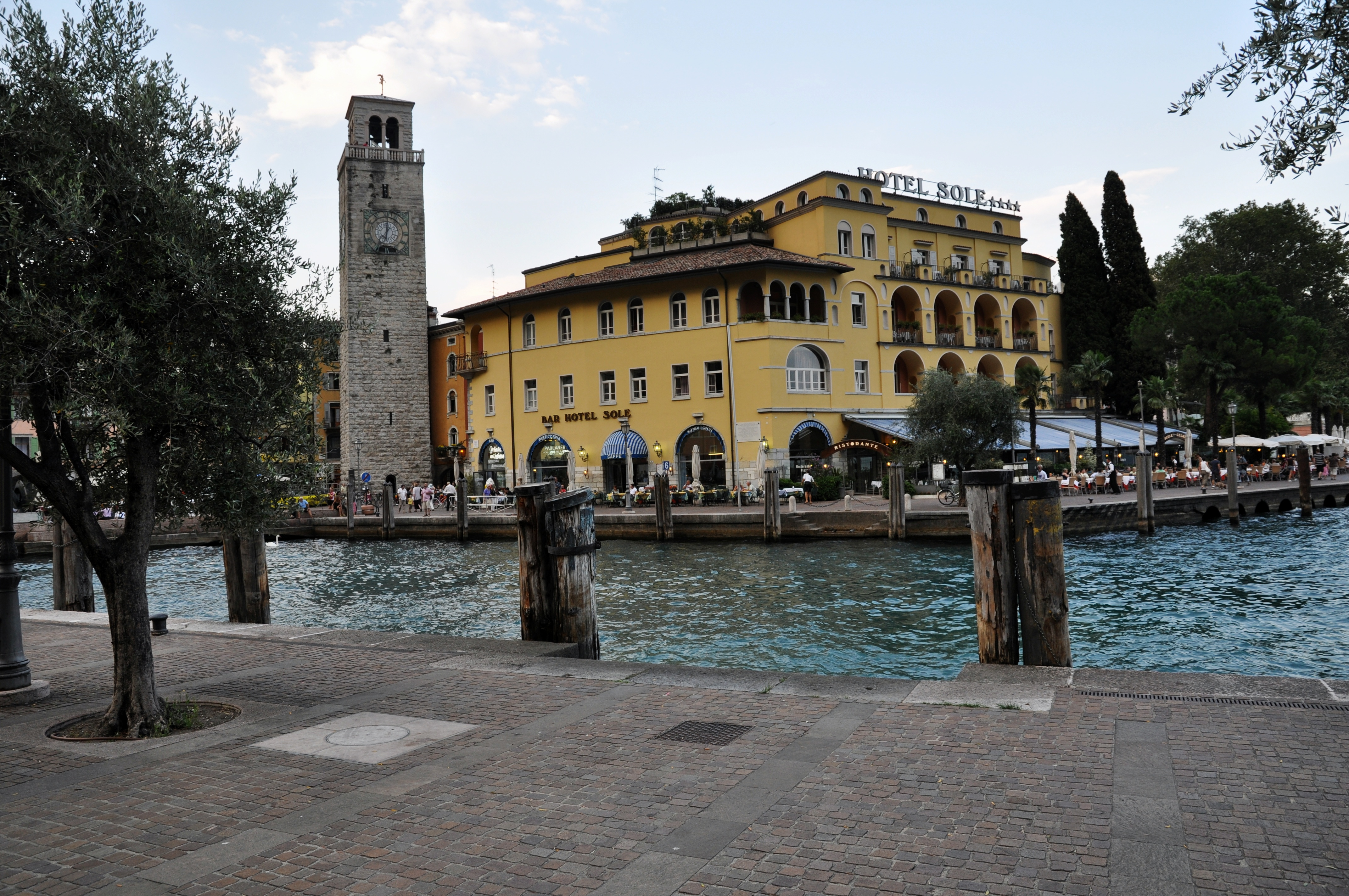
Hotel Sole in Riva del Garda
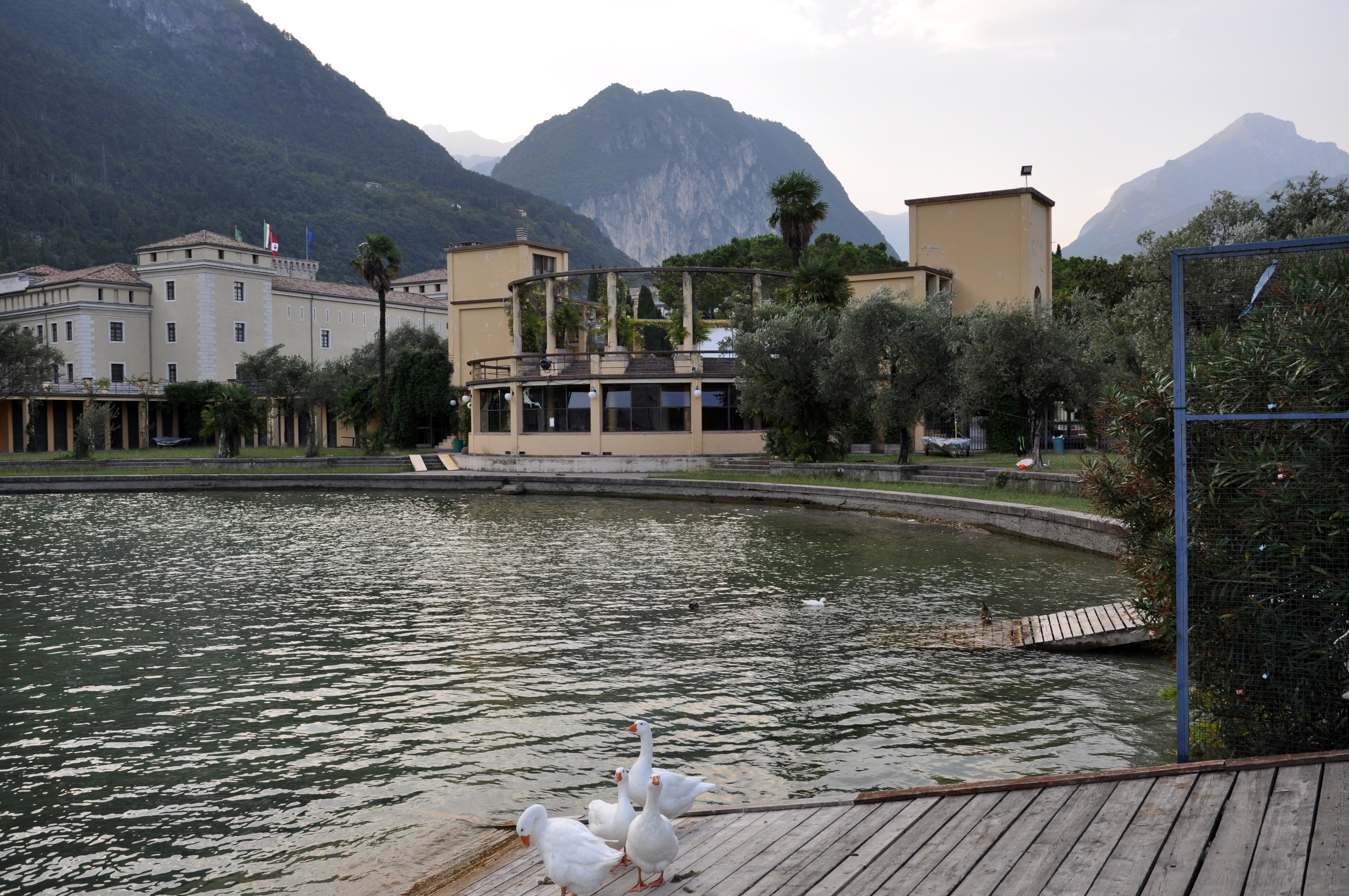
Spiaggia degli Ulivi in Riva del Garda
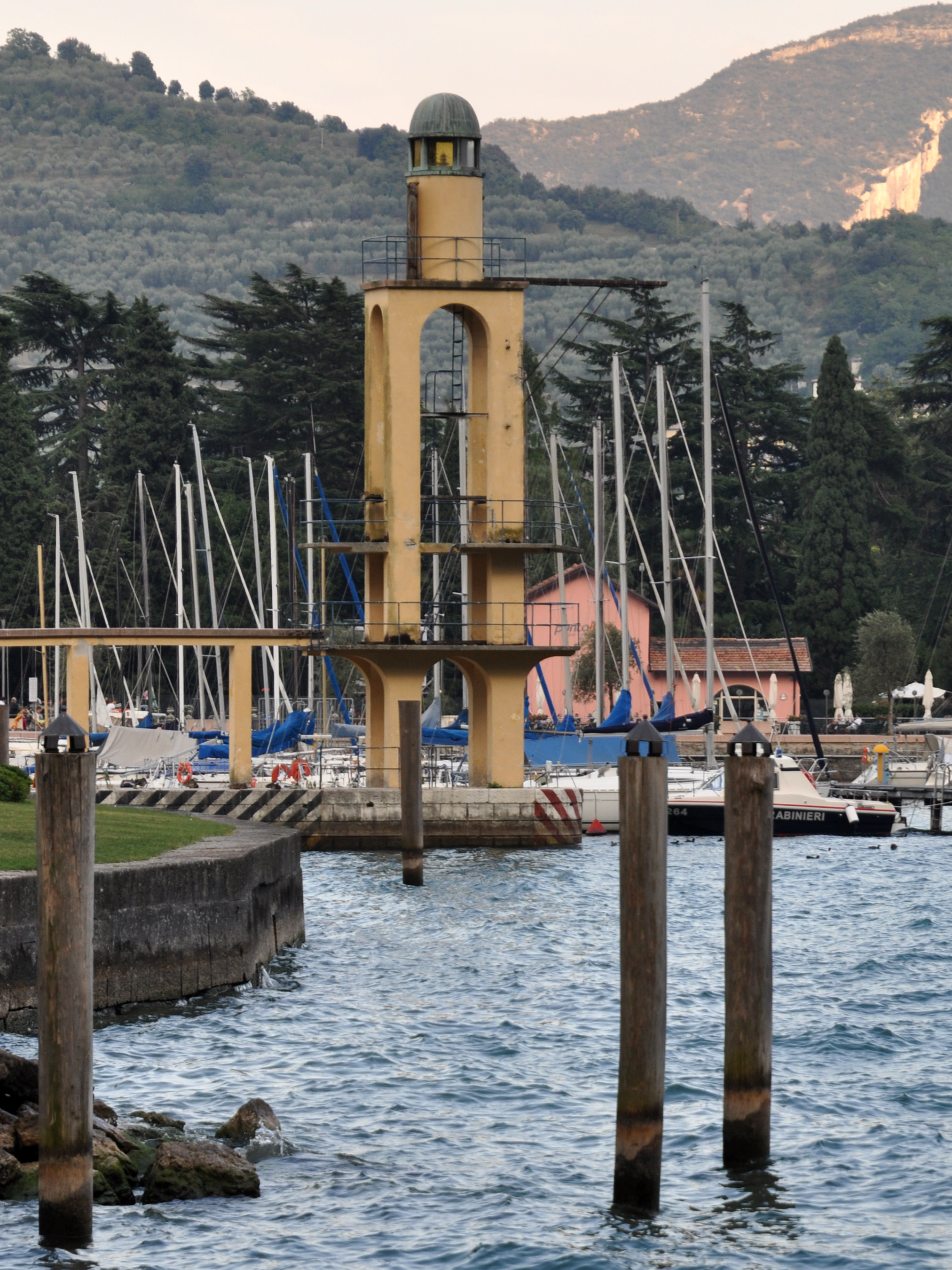
Leucht- und Sprungturm Spiaggia degli Ulivi
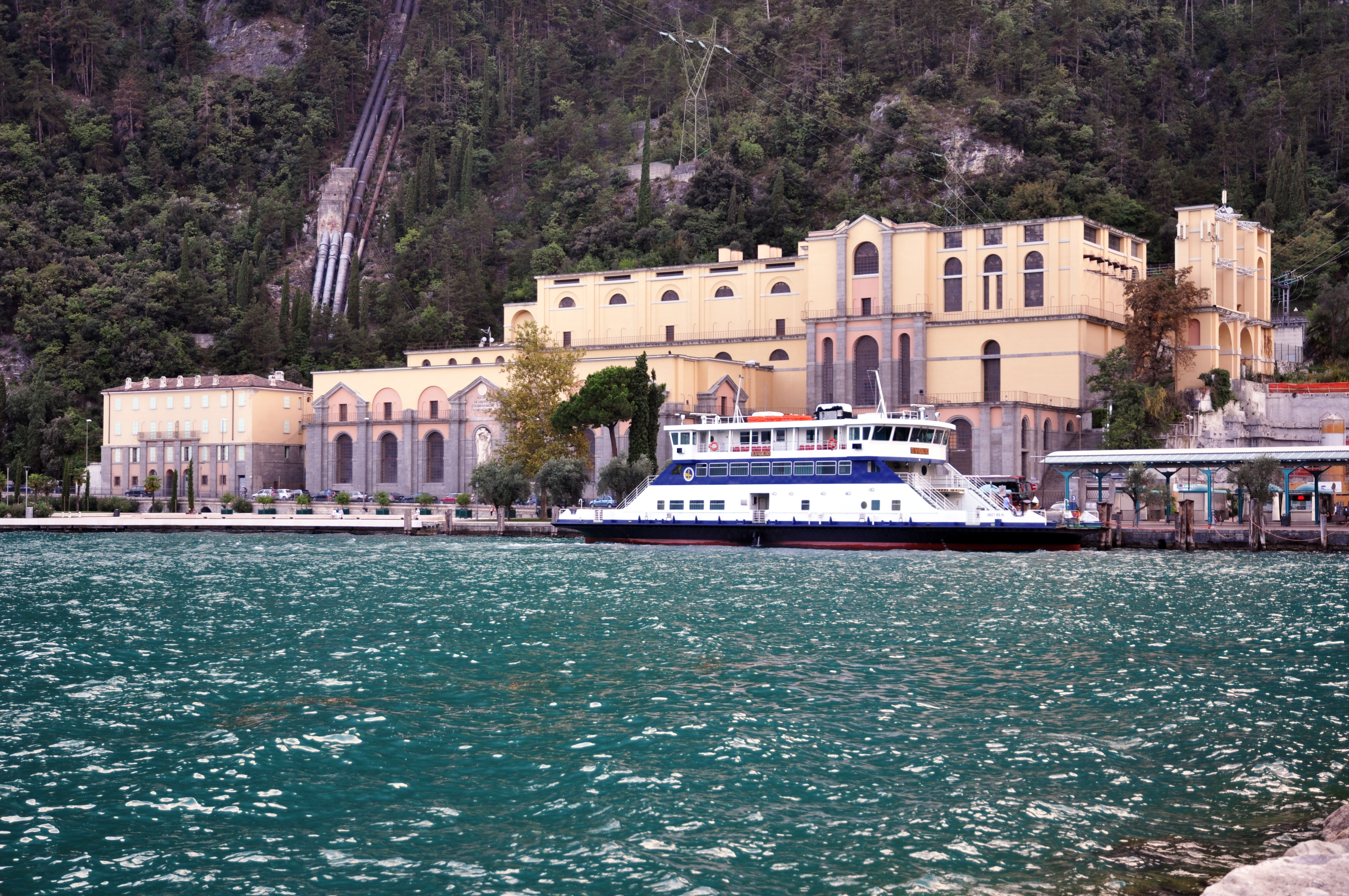
Wasserkraftwerk in Riva del Garda
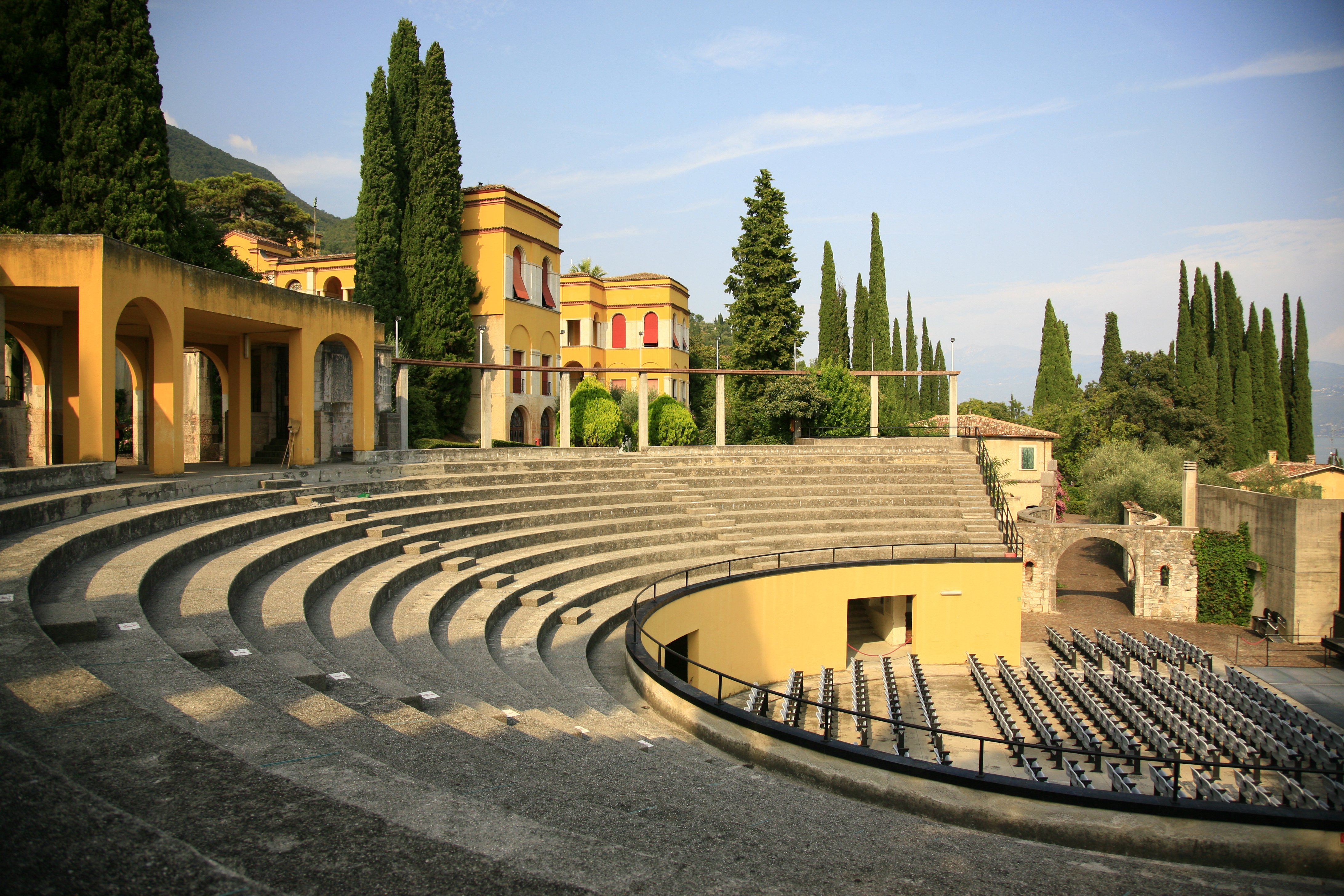
Vittoriale degli italiani in Gardone Riviera
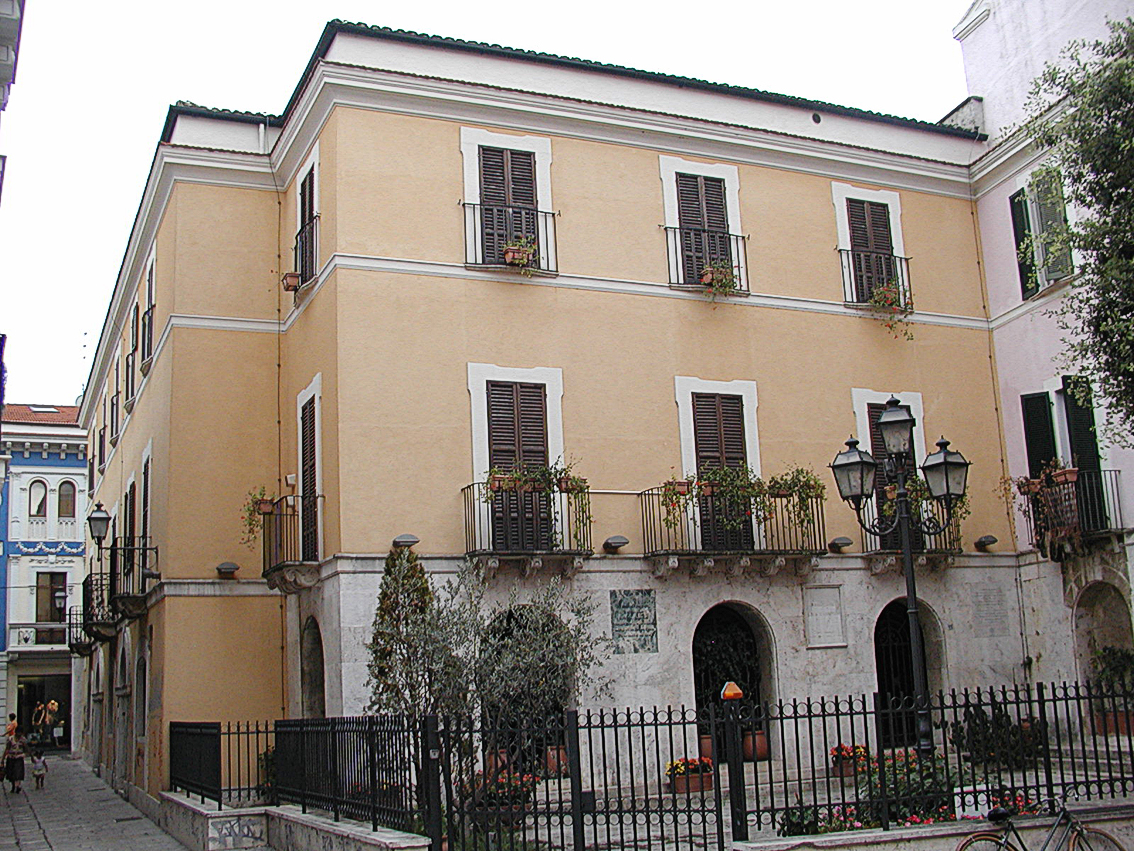
Geburtshaus von Gabriele D’Annunzio in Pescara